# 紐霍普鎮區 (愛荷華州尤寧縣)
紐霍普鎮區（英語：New Hope Township）是位於美國愛荷華州猶尼昂縣的一個行政鎮區。

## 地方資料
根據2010年美國人口普查的數據，紐霍普鎮區的面積為91.92平方千米，當中陸地面積為91.88平方千米，而水域面積為0.04平方千米。當地共有人口623人，而人口密度為每平方千米6.78人。